# سون تلفزيون

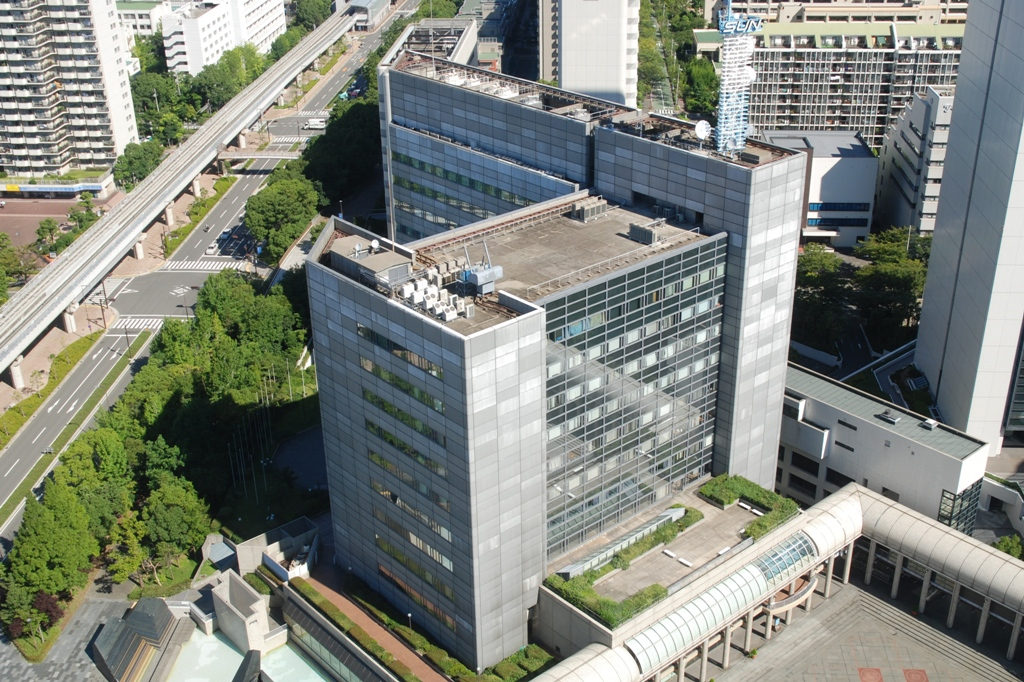
تلفيزيون الشمس في كوبي للمؤتمرات الدولي

تلفزيون الشمس (株式会社サンテレビジョン Kabushiki-gaisha San Terebijon، سون، سون-تي في) هي محطة تلفزيونية تجارية مقرها الرئيسي في كوبي، محافظة هيوغو، اليابان، وعضوة الرابطة اليابانية للمحطات التلفزيون المستقلة (JAITS).

## البرنامج
- مقعد مربع تلفزيون الشمس (サンテレビボックス席) - ألعاب البيسبول من هانشين النمور و الجاموس أوريكس

## المحطات المنافسة في منطقة كانساي

### راديو و تليفزيون
- محطة الإذاعة كوبي  إن إتش كاي (NHK神戸放送局)
- محطة الإذاعة أوساكا  إن إتش كاي (NHK大阪放送局)
- ماينيتشي نظام البث  (MBS ، 毎日放送)
- إذاعة اساهي (ABC ، 朝日放送)
- نظام البث كيوطو(KBS، 京都放送)

### راديو فقط
- أوساكا الإذاعة (أو بي سي، راديو أوساكا (ラジオ大阪))
- راديو كانساي (كوبي)
- إف إم أوساكا (أوساكا)
- إف إم 802 (أوساكا)
- إف إم كوكولو (أوساكا)
- محطة ألفا (كيوطو)
- هـ-راديو (شيغا)

### التلفزيون فقط
- تلفزيون أوساكا (تي في أو، テレビ大阪)
- اذاعة شركة كانساي ( كاي تي في، 関西テレビ)
- يوميوري اذاعة شركة (واي تب في، 読売テレビ)
- تلفزيون نارا (تي في، 奈良テレビ)
- تلفزيون واكاياما (دابليو تي في، テレビ和歌山)
- إذاعة بيواكو (بي بي سي، びわ湖放送)

## وصلات خارجية
- (باليابانية) official website of SUN-TV